# Gheorghe Manciu
Gheorghe Manciu (* 7. November 1932 in Vârtop, Kreis Dolj) ist ein ehemaliger rumänischer Politiker der Rumänischen Kommunistischen Partei PCR (Partidul Comunist Român) und Diplomat, der unter anderem von 1983 bis 1984 Staatssekretär im Ministerium für Landwirtschaft und Lebensmittelindustrie sowie zwischen 1984 und 1989 Botschafter in der Demokratischen Republik Somalia war.

## Leben
Gheorghe Manciu begann 1952 ein Studium an der Fakultät für landwirtschaftliche Mechanisierung des Landwirtschaftsinstituts in Craiova, welches er als Landwirtschaftsmaschinenbauingenieur beendete. Danach begann er seine berufliche Laufbahn von 1957 bis 1959 als Chefingenieur der Maschinen-Traktoren-Station SMT (Stațiunea de Mașini și Tractoare) in Segarcea sowie im Anschluss zwischen 1960 und 1961 als Chefingenieur der SMT in Bechet. 1960 wurde er Mitglied der damaligen Rumänischen Arbeiterpartei PMR (Partidul Muncitoresc Român) und kehrte von 1961 bis 1966 als Direktor der SMT nach Segarcea zurück, ehe er zwischen 1966 und 1968 Serviceleiter der Maschinen-Traktoren-Stationen sowie Vizepräsident des Landwirtschaftsrates der Region Oltenia war. Im Anschluss fungierte er von 1968 bis 1971 als stellvertretender Leiter für landwirtschaftliche Mechanisierung der Abteilung Landwirtschaft im Kreis Dolj sowie zugleich als Direktor der Betriebe zur Mechanisierung der Landwirtschaft in diesem Kreis. Nachdem er zwischen 1971 und 1973 Generaldirektor des Kombinats für landwirtschaftliche Mechanisierung war, wurde er 1973 Generaldirektor des Zentrums für die Mechanisierung der Landwirtschaft und die Herstellung von Maschinen für die Landwirtschaft und die Lebensmittelindustrie des Ministeriums für Landwirtschaft, Lebensmittelindustrie und Wasser. Er wurde auf dem Zwölften Parteitag der PCR (19. bis 23. November 1979) Kandidat des Zentralkomitees (ZK) der PCR und gehörte diesem Gremium bis 1984 an.
Am 10. Februar 1983 wurde Manciu, der 1984 auch Doktorand war, Staatssekretär im Ministerium für Landwirtschaft und Lebensmittelindustrie und zugleich als Leiter der dortigen Hauptabteilung für landwirtschaftliche Mechanisierung. Zuletzt wurde er am 31. Januar 1984 außerordentlicher und bevollmächtigter Botschafter in der Demokratischen Republik Somalia und verblieb auf diesem diplomatischen Posten in Mogadischu bis zum Zusammenbruch des Kommunismus im Zuge der rumänischen Revolution am 22. Dezember 1989.

## Veröffentlichung
- Fiabilitatea utilajelor agricole, 1981